# 汉斯-彼得·波尔
汉斯-彼得·波尔（德語：Hans-Peter Pohl，1965年1月30日—），德国男子北欧两项运动员。他曾代表西德和德国参加1988年和1992年冬季奥林匹克运动会北欧两项比赛，获得一枚金牌。